# Klosterneuburg (forte romano)
Il forte romano di Klosterneuburg era parte integrante della catena di postazioni fortificate del limes danubiano e, in tale contesto, costituiva il castrum più occidentale nel settore pannonico. Si trova nei pressi della omonima città, appartenente al distretto di Wien-Umgebung, nello stato federato della Bassa Austria.
Inizialmente, (sotto i Flavi) fu occupato da una coorte di ausiliari (auxilia); a partire invece dal II secolo divenne la base di una cohors milliaria equitata di 1.000 armati. Il vero nome dell'antica fortezza è tuttora ignoto, poiché non vi sono fonti certe che attestano questo sito (più probabilmente Quadriburgium, meno Arrianis). Il forte (castrum) era situato in cima ad una terrazza rocciosa che dominava la riva destra del Danubio, dove oggi si trovano l'abbazia di Klosterneuburg ed altri edifici adiacenti costruiti sulla città antica.
Il forte aveva pianta rettangolare allungata, e passò attraverso diverse fasi ricostruttive fino al termine del V secolo, quando poi fu abbandonato. Il compito principale della guarnigione era quello di sorvegliare l'attraversamento del Danubio e la principale via di comunicazione tra le due grandi fortezze legionarie di Vindobona e Lauriacum. Inoltre, nelle vicinanze del forte, si trovavano anche un insediamento civile (vicus) e una necropoli.
Nei pressi del forte sono stati trovati, nelle località di Maria Gugging e di Greifenstein, resti di probabili torri di avvistamento.

## Posizione

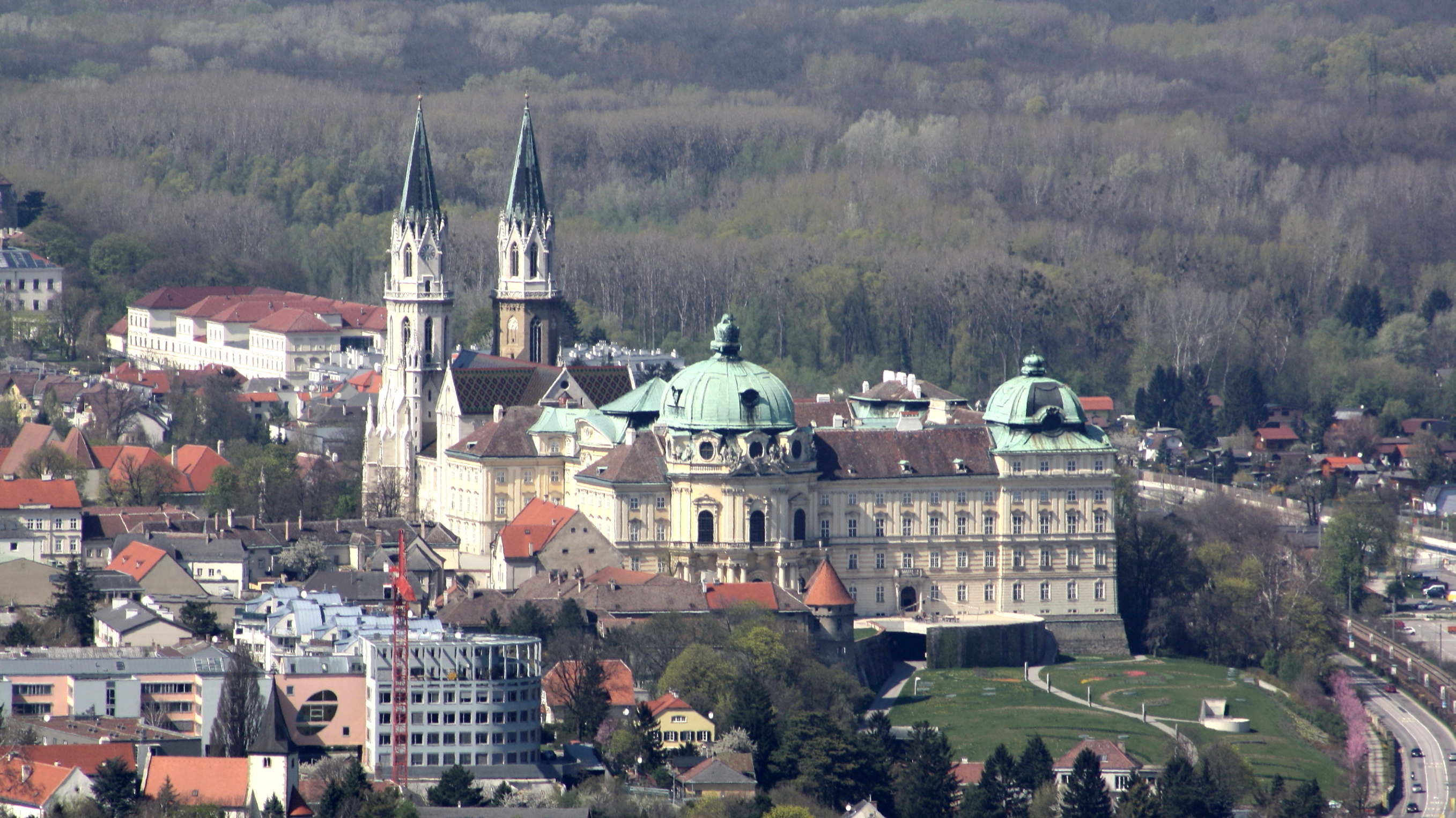
Panorama della parte alta di Klosterneuburg, fotografata dal Leopoldsberg.

La città di Klosterneuburg si trova a circa 13 km ad ovest della capitale austriaca Vienna (la latina Vindobona), sulla riva destra del Danubio, tra i rilievi di Leopoldsberg e Bisamberg. A nord e ad est confina con le foreste della pianura del Danubio, a sud e ad ovest è racchiusa dalle pendici di alcune alture della Selva Viennese (Leopoldsberg, Kahlenberg, Buchberg, Eichberg e Freiberg).
Per la localizzazione del forte romano furono inizialmente ipotizzate diverse località, tra cui la vicina Stockerau (che tuttavia si trova sulla riva sinistra del Danubio). Friedrich von Kenner e Joseph Aschbach ritenevano che dovesse identificarsi con Zeiselmauer. Per Maximilian Fischer invece era evidente che il forte dovesse trovarsi in una posizione sopraelevata, particolarmente adatta sia da un punto di vista militare, sia per favorire gli scambi commerciali con le vicine tribù germaniche stanziate al di là del Danubio. Friedrich von Kenner, in seguito alla scoperta, presso Klosterneuburg, di un diploma militare dell'epoca dell'imperatore romano Tito (datato 13 giugno 80), giunse alla convinzione che
«...nel luogo di ritrovamento si trovava un piccolo insediamento, della cohors I Montanorum, che era sotto il comando dei legati della Pannonia».
Da allora, i ritrovamenti in questo settore del limes si susseguirono continuamente e Karl Drexler ne dedusse che
«...la direzione del cardine correva lungo l'attuale Bergstraße, mentre il decumanus si estendeva dalla Hohlweg, nei pressi della chiesa di santa Gertrude, lungo la Hundskehle».

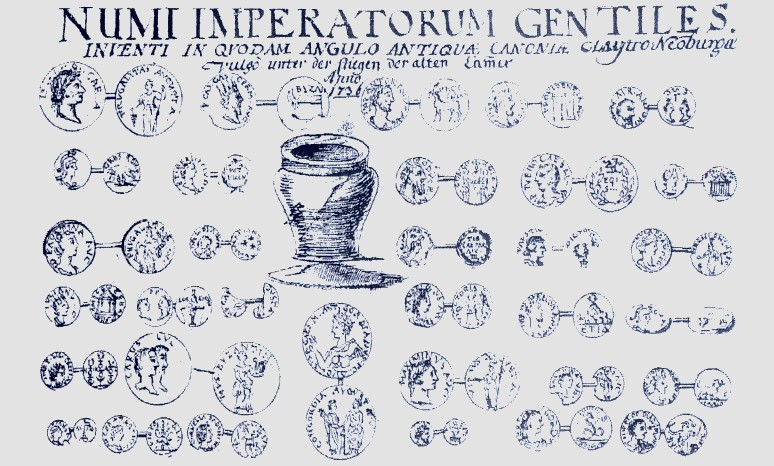
Descrizione delle monete ritrovate a Klosterneuburg, 1736, Benedikt Prill

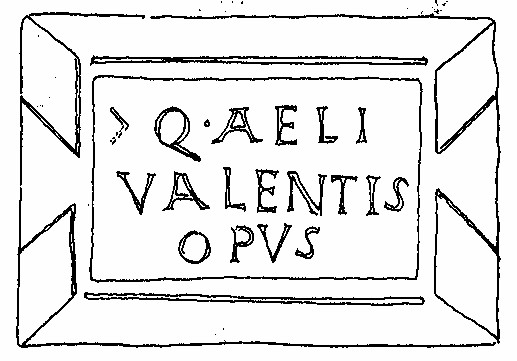
Copia di una dedica votiva trovata nel 1834 sul fianco orientale del convento

Anche Eduard Nowotny lo ritenne sempre posizionato nella parte alta della città e cercò nel 1925 di trarre delle conclusioni sulle fondamenta del forte, basandosi sulla mappa catastale del monastero. Secondo lui era improbabile che il forte fosse situato nella parte bassa della città. Nowotny ha quindi disegnato nella parte alta della città la superficie del forte, per la quale ha usato come modello il forte di Eferding:
- fronte nord occidentale: giardino dell'abbazia;
- lato nord orientale: chiesa abbaziale;
- fronte sud orientale: piazza principale superiore, di fronte alla facciata di NE;
- lato sud occidentale: Leopoldgasse e proseguimento fino alla via Hundskehle.

Con queste dimensioni, Nowotny definì un'area di 540 x 640 piedi romani, che era di ampiezza simile a quella di Eferding; tali dimensioni corrispondevano inoltre a quelle del forte di Weißenburg in Baviera, progettato anch'esso per una cohors milliaria equitata (unità in parte montata) di 1000 uomini.
Oggigiorno sappiamo che il castrum era posizionato nella parte più antica della città, sotto il complesso del monastero nella "città alta", collocata su una terrazza rocciosa tra il Danubio e le pendici del Buchberg, delimitata a nord e a sud da due corsi d'acqua, il Kierlingbach e il Weidlingbach.
Il percorso del limes, che proveniva dalla fortezza legionaria di Vindobona, non attraversava il campo, ma si dirigeva direttamente al Buchberg, per piegare a ovest verso la valle di Kierling e condurre infine di nuovo verso il Norico. A Kierling probabilmente c'era anche il confine provinciale tra la Pannonia e il Norico, presumibilmente a ovest dell'odierna frazione di Maria Gugging.

## Nome
Nelle antiche fonti scritte non si trova alcuna indicazione precisa per il nome antico di Klosterneuburg e nemmeno le ricerche svolte successivamente sono riuscite a ricondurre le diverse interpretazioni sull'antico nome a un denominatore comune. Per quanto riguarda l'appartenenza di Klosterneuburg alla provincia della Pannonia non sussistono più dubbi, mentre il suo nome romano rimane fino ad oggi controverso. Sono stati proposti, tra gli altri, i nomi di Asturis, Cannabiaca, Quadriburgium o Arrianis, anche se recentemente si propende per quello di Quadriburgium.
Inizialmente si è cercato di identificare il forte con la stazione di posta indicata sulla Tabula Peutingeriana col nome di Citium (vicino a Tulln), in seguito Theodor Mommsen ha identificato l'antico Klosterneuburg con Asturis. Questo nome deriva probabilmente da un reparto dell'esercito romano, che era stato stanziato nella regione delle Asturie, sulla costa spagnola settentrionale. Dopo che anche Wilhelm Kubitschek definì Klosterneuburg una "presunta Astura", fu soprattutto Edward Zenker, oltre a Herma Stiglitz e Hannsjörg Ubl, ad occuparsi meticolosamente della questione del nome antico di Klosterneuburg. Allo stato attuale delle conoscenze il vero nome antico di Klosterneuburg non può essere determinato in modo inequivocabile.

## Storia dei ritrovamenti

### XVIII e XIX secolo

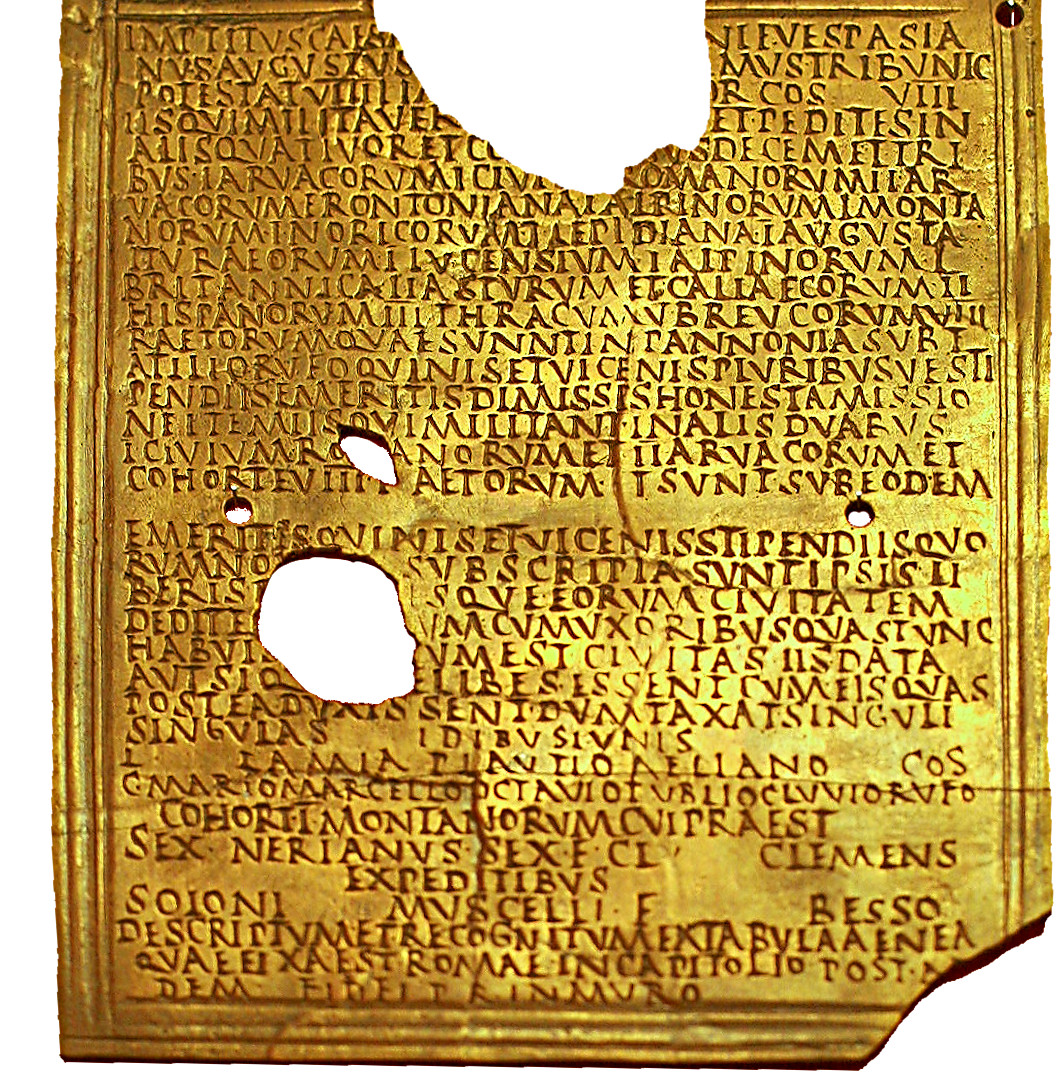
Diploma militare distribuito al termine della honesta missio rinvenuto a Klosterneuburg, datato al tempo dell'imperatore Tito (13 giugno 80,).

Le prime notizie su ritrovamenti romani a Klosterneuburg risalgono, secondo Maximilian Fischer, a Benedikt Prill. Nel 1736, durante la costruzione della nuova abbazia barocca, quando venne spianata la vecchia cancelleria assieme alla torre della corrispondenza (la "Briefturm"), Prill notò, tra le altre cose, il rinvenimento di un vaso con monete d'argento romane del periodo compreso tra Giulio Cesare e l'imperatore Decio. All'inizio del XIX secolo, durante la costruzione della cosiddetta "vecchia caserma", furono trovate delle altre monete; nel corso di questi stessi lavori, furono anche scoperti dei resti che si supponeva fossero tombe. Nel 1834, durante la ricostruzione della corte, vennero alla luce tre lastre con delle iscrizioni. In seguito delle copie di queste sono state murate da Maximilian Fischer. Negli anni 1834-1842 una grande quantità di ritrovamenti ebbe luogo con la costruzione del cosiddetto tratto ernestino, ove vennero alla luce numerosi bolli laterizi del gruppo OFARN con la legenda "OFARNVRSICINIMG". Bolli del magister figlinarum Ursicinus sono stati spediti fino alla provincia della Pannonia Valeria, e si trovano sia nel castrum (non completato) di Göd-Bócsaújtelep, che nel burgus Dunakeszi.
I bolli "OFARN" sono databili al periodo degli imperatori Costanzo II (337–361) e Valentiniano I (364–375). Poiché le sigle "AR", "ARN" e "ARAN" possono essere spiegate solo in linea di massima, le interpretazioni restano puramente ipotetiche. Dalla stessa area viene anche un'iscrizione votiva (Votivara) di un Quintus Attius e una tavoletta con l'epigrafe "Q. Aeli Valentis opus". Inoltre, si possono osservare resti di muri e mattoni di epoca romana. Uno dei più rilevanti ritrovamenti romani avvenne il 23 luglio 1838: dalle rovine delle fondamenta sotto l'abside principale della chiesa abbaziale fu possibile individuare dei frammenti bronzei, che furono ricomposti da E. Stoy; ne risultò un diploma militare del tempo di Tito (13 giugno 80).

### XX secolo

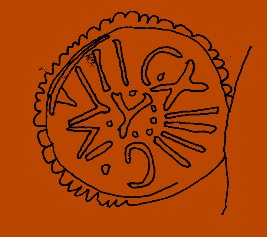
Frammento di una tegola con bollo circolare: LIIC.XIIIIG.MVI (la E è scritta come II e la G come C), apposto dalla Legio XIV Gemina M(artia) VI(ctrix), 101-114 d.C.

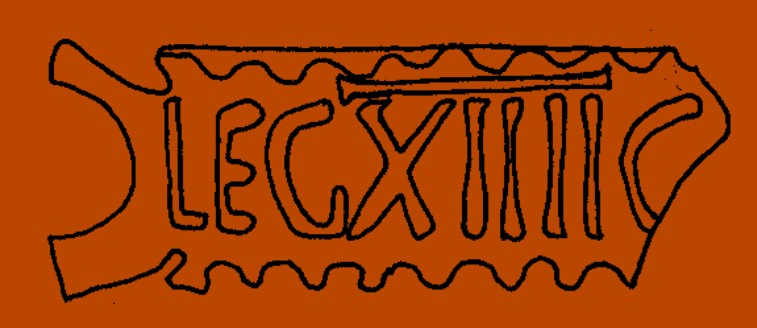
Bollo laterizio a forma di tabula ansata della legio XIV Gemina M V, 101–114 d. C., trovato nel chiostro dell'abbazia

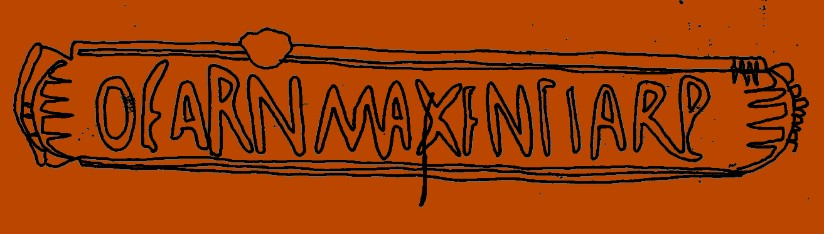
Bollo laterizio a forma di tabula ansata del gruppo OFARN (OFARNMAXENTIARP), trovato all'incrocio dell'abbazia, realizzato probabilmente dalle truppe ausiliarie del Noricum, fabbricato all'epoca di Massenzio poco dopo la metà del IV secolo d.C.

Questi ricorrenti ritrovamenti romani a Klosterneuburg suscitarono prima di tutto l'interesse degli studiosi che gravitavano nell'ambito dell'archeologia viennese, tra i quali Friedrich von Kenner, Wilhelm Kubitschek ed Emil Polaschek. Secondo le loro relazioni, con l'ampliamento dello scavo del muro romano nel seminterrato del monastero, avvenuto nel 1904, furono recuperati dei mattoni e una moneta del tempo di Valentiniano I. Inoltre, nel periodo precedente al 1936, furono trovate antiche sepolture sia a inumazione che a cremazione, che tuttavia sono andate distrutte. Tra gli oggetti ritrovati si riconosce anche un vaso del I o del II secolo.
Nel maggio 1953, su iniziativa del Bundesdenkmalamt (la BDA, l'agenzia federale austriaca per i monumenti) e sotto la direzione di Karl Oettinger, furono effettuati per la prima volta scavi scientifici nell'area del castrum. Avevano inizialmente come obiettivo solo lo studio approfondito del palazzo dei Babenberg e, in particolare, dell'annessa Capella Speciosa, ma dopo che si imbatterono anche in resti di edifici romani, fu consultato anche l'Österreichisches Archäologisches Institut, e per esso Herma Stiglitz, Adelheid Schmeller e Rudolf Egger. Il gruppo di scavo poté quindi scoprire nel piazzale dell'abbazia, nell'area della Capella Speciosa, una costruzione funeraria tardo-antica, la Cella memoriae. All'interno della Capella fu ritrovato anche un complesso a più ambienti con tre absidi (in seguito interpretate come balineum). A sud-est di questo edificio fu scavata anche una struttura absidale (Flachapsidenbau), con pianta a forma di U, che in seguito è stata interpretata da Hannsjörg Ubl come una torre tardo-antica a ferro di cavallo della II fase di pietra (torre che si protende dal muro di cinta su una pianta ad arco dalla fronte arrotondata).
Tra questi si trovano anche resti di un muro della costruzione precedente (una torre rettangolare intermedia). Entrambe le strutture edilizie sono chiaramente allineate lungo la parete sud-orientale del castrum (orientamento da nord-ovest a sud-est).
Negli anni sessanta vennero alla luce, durante ulteriori scavi, resti del muro del castrum e altre tombe con corredi funerari.
Nella città alta e nella zona intorno alle vie Buchberg, Raffael-Donner, Jahn e Franz-Rumpler si è sempre ipotizzata la presenza dell'area cimiteriale di epoca romana a Klosterneuburg, che è confermata da numerosi ritrovamenti. Durante gli studi negli anni settanta, c'è stata una nuova interpretazione di quanto scoperto negli scavi degli anni 1953/54, cioè del cosiddetto "Flachapsidenbau" nei dintorni della Capella Speciosa, la torre tardo-antica a ferro di cavallo, e quindi i resti della parete quadrata sottostanti sono stati identificati come quelli dell'antica struttura preesistente.
Negli anni 1980 furono identificati, nell'angolo nord-occidentale del chiostro vicino a un forno tardo-antico, i resti di una caserma risalenti alla I fase di pietra. Per far comprendere agli interessati visitatori del monastero il passato romano di questo luogo, si progettò di coprire lo scavo con un soffitto di cemento: i resti sottostanti dell'edificio si sarebbero conservati e il sito archeologico sarebbe stato reso disponibile a tutti. Nel 1991, durante uno scavo d'emergenza effettuato in via Buchberg al civico 3b, furono rinvenute altre parti del cimitero romano. Subito a nord di quest'area fu ispezionata una griglia di 14,5 × 11 m. e, soli 80 cm di profondità, si raggiunse lo strato antico. I solchi nel terreno e i reperti ritrovati nei fossati laterali per lo scolo dell'acqua confermarono l'esistenza in questa posizione dell'arteria sud-occidentale del castrum, che presumibilmente conduceva da qui fino alla „Schwarze Kreuz“, la croce cinquecentesca che si trova nella valle di Weidling.
Nel 1994 fu possibile riprendere lo scavo del fossato del castrum, che in questo luogo era profondo 2,5 m e largo 2 m; all'interno del materiale di riempimento furono rinvenuti molti reperti. Inoltre in un ulteriore scavo del BDA (Hannsjörg Ubl) fu possibile misurare nuovamente "l'edificio a tre absidi" (il balineum). Ubl ipotizzò inoltre, sotto il piazzale dell'abbazia, la presenza di un solido sbarramento datato alto e medio impero. Nel 1998 una demolizione in Leopoldstraße 17 riportò alla luce un edificio. Il BDA poté recuperare nello strato di humus, oltre a tipici ritrovamenti romani, come ceramiche e frammenti di terra sigillata, anche il frammento di una lorica squamata. Nel 1999 a circa 1,85 m sotto l'attuale piano di calpestio, venne portato alla luce uno strato di pietra da cava largo 2 m collocato su un sostrato di ghiaia. Durante nuove ricerche condotte nel 2000 lo strato di pietra fu finalmente identificato come la massicciata di una strada.
Dal 2000 fino al 2003 ci furono altri scavi, tra cui quelli nella piazza del municipio, coordinati da Johannes Wolfgang Neugebauer della BDA. A una profondità di 2,6 m fu nuovamente rinvenuto il tratto di strada romana già scavato nel 1999. La pavimentazione, larga 5 m, era delimitata da entrambi i lati da fossi, e indicava il tratto di collegamento tra la porta occidentale del castrum e il tracciato della strada del limes che passa lungo il Buchberg. Nell'antichità quest'area, corrispondente all'attuale Marktgasse, era attraversata da un ruscello e di conseguenza era sempre fradicia, rendendo necessaria una solida base per la strada. In via Albrecht, ai civici 4–6, nell'ex cortile della fucina (particella 192/4), il BDA (Hannsjörg Ubl) effettuò un sondaggio, il cui obiettivo era di esplorare più da vicino il muro meridionale del castrum e l'estensione della residenza medievale dei Babenberg. Nel 2001 fu praticata nell'angolo destro dell'edificio abbaziale una perforazione profonda 4,7 m, che evidenziò il profilo di due solchi. Nel 2002 lo scavo già eseguito da Hannsjörg Ubl presso la fucina fu ampliato al cortile del decanato; qui si poté trovare un muro che correva da nord-est a sud-ovest, che sormontava, a circa 1 metro di profondità, su fondazioni di periodo romano. Questo muro in pietra con una legatura in malta si prolungava fino a una torre angolare del precedente castrum della I fase in pietra, che mostrava nell'insieme due fasi costruttive. Non sono state trovate tracce del forte in legno e terra. Il muro meridionale, largo 90 cm, percorreva un arco di un quarto di cerchio; gli angoli erano arrotondati secondo le modalità classiche. L'interno del muro della torre angolare adiacente aveva una pianta rettangolare. Successivamente all'angolo del castrum fu aggiunta una torre a ventaglio, che fu possibile scavare fino alla sua congiunzione con la parete.

## Il forte

Posizione ed estensione del castrum romano, nell'area del monastero di Klosterneuburg, secondo Ubl

Il castrum aveva angoli arrotondati ed era anche circondato da un doppio fossato. La fortificazione, allineata al decumanus, formava un rettangolo allungato in direzione da nord-est a sud-ovest su una terrazza rocciosa leggermente a nord del Danubio e si estendeva su una superficie di circa 2,2 ettari. Malgrado il fronte settentrionale del castrum non abbia ancora un'evidenza archeologica, Hannsjörg Ubl ne ha ipotizzato una larghezza, in direzione da sud-est a nord-ovest, di circa 110 m. L'estensione del castrum, che tuttora non può essere determinata con esattezza in tutte le direzioni, potrebbe arrivare fino alla cosiddetta Hundskehle. Comunque, anche durante le due fasi in pietra si può supporre con buona sicurezza che la pianta fosse rettangolare allungata, ampia circa 2,2 ettari.
- nord: rimane finora ignoto il percorso del lato settentrionale del castrum, che probabilmente correva parallelo al muro settentrionale dell'abbazia.
- sud: secondo Ubl, il lato meridionale dovrebbe trovarsi in continuità con un tratto di muro già studiato da Edward Nowotny, il muro sud-occidentale del sotterraneo dell'abbazia.
- ovest: il muro occidentale potrebbe trovarsi esattamente nella scarpata del plateau dell'abbazia verso Kierlingbach, tuttavia, probabilmente a causa dell'erosione, non si sono conservati i resti.
- est: le strutture murarie romane, scoperte nel chiostro e a sud della cappella Sebastiani, avevano, secondo Ubl, lo stesso allineamento della parete orientale del castrum. Da ciò Ubl ha inoltre dedotto che gli assi del castrum in legno e del I castrum in pietra avevano anche influenzato considerevolmente la pianta del castrum tardo-romano.

A causa dello sbarramento moderno e, di conseguenza, degli scavi su scala ridotta, manca fino ad ora uno schema esatto delle costruzioni interne. È noto a grandi linee l'orientamento degli assi principali della costruzione, che ha determinato anche le strutture medievali. Solamente le terme del castrum, sala e struttura a tre camere absidate sono ben documentate con le diverse fasi di ristrutturazione. Gli edifici militari sono stati identificati sotto il chiostro e sotto la cappella di san Leopoldo. Piccole tracce degli edifici interni sono state anche identificate nella cappella di san Sebastiano, ma si sono perse nel cimitero medievale. A est dell'area nel 1953-1954, appena a ovest dell'ex palazzo di Leopoldo VI, fu identificata una torre d'angolo. Nel XIX secolo era stato osservato un muro arrotondato, poco a nord della struttura poi identificata come torre a ferro di cavallo, che potrebbe essere identificato come la porta di accesso al castrum  (porta principalis dextra).
Dopo la costruzione e i diversi rifacimenti del castrum da parte delle unità militari alto e medio imperiali nel periodo dal I al III secolo, al principio del IV secolo i confini difensivi sul Danubio furono riorganizzati. Le truppe della guarnigione di Klosterneuburg appartengono ora a quelle di confine, i cosiddetti limitanei o ripariani. Le truppe, sempre più mescolate assieme, a causa delle guerre civili, delle invasioni germaniche e dei trasferimenti alle unità mobili degli eserciti, i comitatenses, lasciarono alla popolazione civile, tra la fine del IV secolo e l'inizio del V, gran parte dell'area del castrum; questo si trasforma di fatto in un villaggio civile fortificato, chiamato oppidum. Per completare le carenze di organico nell'esercito, si permise ad un numero sempre più numeroso di organizzazioni tribali provenienti dal Barbaricum, cioè dagli insediamenti delle tribù germaniche libere a est del Danubio, di insediarsi come federati a sud del Danubio, per partecipare alla difesa dei confini dell'impero. Ciò accadde anche a Klosterneuburg, dove, tra gli altri reperti, le capanne di fango dei nuovi coloni (probabilmente Suebi o Marcomanni) sono identificabili come l'ultimo livello dei reperti antichi. La circolazione monetaria identificata non arriva oltre l'imperatore Onorio (395-423). La maggior parte dei "romani" di Klosterneuburg (cioè residenti locali che vivevano secondo le abitudini romane) migrarono probabilmente nel 488, al comando di Odoacre, verso l'Italia. Alla fine del V secolo anche le capanne di fango furono bruciate; il castrum e il piano dell'abbazia furono, in base alla valutazione dei piccoli ritrovamenti, apparentemente abbandonati; una ricolonizzazione, secondo le conoscenze attuali, ebbe luogo in misura significativa solo nell'alto medioevo.

### Funzione
L'importanza militare di questo castrum si basa in primo luogo nella capacità di sbarramento e sorveglianza di un'importante via di passaggio che attraverso la valle di Kierling e il monte di Hadersfeld conduce a Greifenstein, una delle località di Sankt Andrä-Wördern. Il percorso successivo copre anche il glacis (spalto) occidentale di Vindobona, il percorso del limes da Carnuntum verso Lauriacum, due importanti accampamenti di legioni e un attraversamento del Danubio, che unisce il percorso dall'Oberleiser Berg a nord.

### Storia della costruzione

#### Fase in legno e terra
Verso la fine del I secolo fu inizialmente eretta una postazione fortificata in legno e terra, le cui esatte dimensioni non sono note. Torri, porte e costruzioni interne, quali magazzini (horrea), baraccamenti ed edifici amministrativi (principia) erano fatti con strutture di legno con le pareti ricoperte d'argilla. Sporadici ritrovamenti di legno e terriccio della fine del primo secolo indicano due fasi. È durante la seconda fase che ci fu un ampliamento nella retentura, la parte posteriore del castrum opposta alla praetentura. Il motivo della pianta stretta e allungata del forte può essere dovuto al cambiamento delle forze ausiliarie presenti al suo interno, agli inizi del II secolo, cioè quando la cohors quingenaria fu sostituita da una cohors milliaria. Degrado, incendi disastrosi o ripetuti attacchi ostili portarono progressivamente alla distruzione degli edifici che verso l'anno 100 furono ripetutamente rinnovati e che infine dovettero essere ricostruiti.

#### I fase in pietra
Intorno all'anno 100, ebbe luogo (probabilmente al tempo della cohors I Aelia sagittariorum) anche la ricostruzione in pietra del muro del castrum. È in questa fase che si accresce anche all'interno l'attività di costruzione di edifici in pietra, per esempio la costruzione di una caserma con portico a pilastri orientata da nord a sud. Le caserme erano provviste di tetti di tegole. Successivamente il campo è stato ricostruito più volte. Queste misure di modernizzazione si possono datare tra la fine del II e l'inizio del III secolo grazie a rinvenimenti di bolli laterizi.
Il periodo di costruzione in pietra è anche caratterizzato da diverse fasi di costruzione di fortificazioni e di edifici interni. Gli edifici interni datati tra il I e il IV secolo sono stati scoperti, parzialmente conservati, nel chiostro del monastero. Nelle vicinanze è stato dissotterrato un forno del IV o del V secolo. Sul lato orientale è stato attestato, nella zona del campo, un balineum. L'angolo sud arrotondato con una torre angolare all'interno è stato scavato a est di Albrechtsgasse, e su di esso sarebbe stata in seguito eretta una torre a ventaglio. Riguardo al fianco del forte mancano finora indicazioni di dettaglio. Queste dimensioni sono state accertate anche per un gruppo di altri forti ausiliari. Nelle vicinanze del cimitero di Buchberg è anche stato scoperto un ulteriore impianto di scolo (un fossato), che probabilmente una volta circondava una zona destinata alle marce e alle esercitazioni.

#### II fase in pietra
Sulla base della distribuzione dei bolli laterizi, è documentabile un'ampia attività di costruzione nella prima metà del III secolo e lavori di restauro nel tardo IV secolo. Ma questi non furono gli ultimi lavori nel castrum di Klosterneuburg. Nell'ultimo terzo del IV secolo fu costruita una cisterna, per la cui costruzione fu utilizzato materiale di reimpiego proveniente dalla necropoli medio-imperiale (I - III secolo) di Buchberg. Si possono trovare anche altri cambiamenti risalenti allo stesso periodo presso la porta orientale: ritrovamento di due pietre miliari semilavorate presso le mura della porta e di un'ara e di una soglia presso il muro orientale del castrum. Si dovette scavare nuovamente il fossato difensivo per cingere la torre sud-orientale a ferro di cavallo. Le ultime attività di costruzione nel castrum  sono attestate da ritrovamenti dei laterizi del cosiddetto gruppo OFARN, verso la fine del IV secolo. In seguito la struttura iniziò a deteriorarsi. Interventi provvisori di tamponatura a secco del muro e la costruzione di abitazioni con un primitivo sistema in legno e argilla all'interno del castrum si possono ancora osservare nel V secolo.

### Torri

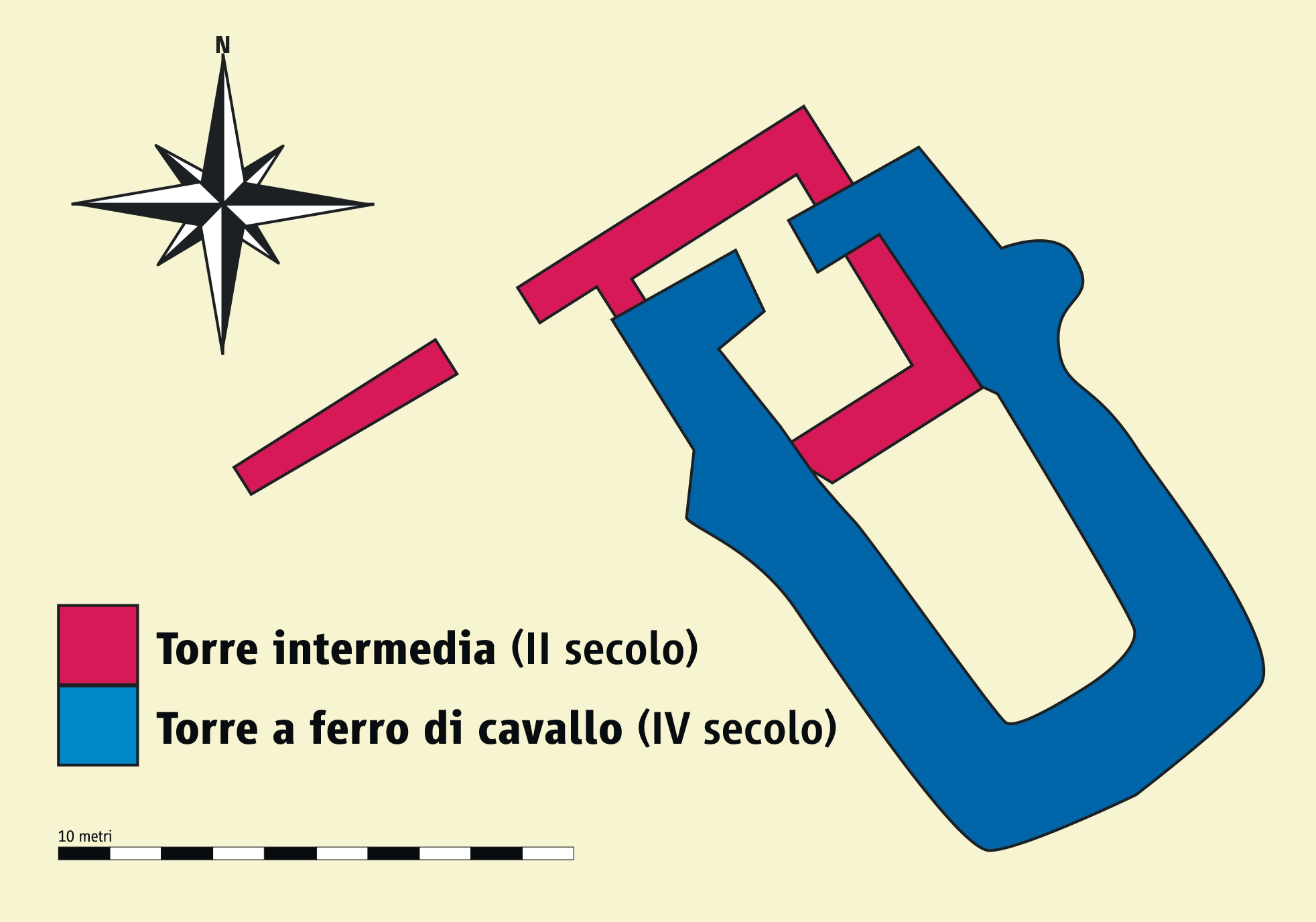
Piante delle torri romane (II/IV secolo), secondo i ritrovamenti del 1979

La torre a ferro di cavallo risale al IV secolo ed è unica nell'alta Pannonia. Nelle sue caratteristiche costruttive è molto simile a esemplari del Noricum, come nei castrum di Zwentendorf, Traismauer, Mautern an der Donau e di Cannabiaca. Per le sue dimensioni è paragonabile alla cosiddetta "prigione" di Traismauer. Nella maggior parte delle torri di questo tipo lo spessore del muro era maggiore nella parte frontale arrotondata (ellissoidale) che sui lati e nella parete posteriore, come anche a Klosterneuburg. La torre non era completamente all'esterno del muro del castrum, ma si estendeva in parte anche all'interno. L'esemplare di Klosterneuburg mostrava un arco ellittico molto schiacciato. In questo modo si avevano da entrambi i lati degli spigoli angolari pronunciati, aspetto che dovrebbe essere evitato in queste costruzioni. Questa anomalia può essere trovata altrove solo in due esemplari in Pannonia, a Visegrád e a Szentendre.
Riassumendo, si tratta di una torre intermedia con la sezione frontale a forma di U, costruita in parte sopra una precedente torre rettangolare demolita.
- dimensione 6 × 10,60 m, proporzioni 1:1, si innalza di 7,20 m oltre il muro del castrum;
- arretramento circa 2 m;
- spessore del muro nella parte frontale 1,40–1,60 m, all'interno del castrum circa 1 m;
- spessore della parte posteriore 1,10 m, gli altri lati 1,65–1,85 m;
- dimensioni interne 2,70 × 7,70 m.

Il livello delle fondamenta si trova tra 1,20 e 1,70 m, dato che la parte anteriore della torre è stata inserita nel vecchio fossato del castrum. La parte sporgente della fondazione è di 10 cm sia all'interno che all'esterno. L'opera muraria sovrastante è in opus caementicium ricoperto da pietra squadrata di cava, mescolata con mattoni e un po' di malta. Il muro esterno è costituito da blocchi regolari squadrati di una lunghezza di 0,30 m. Per il nucleo del muro sono state usati pezzi di pietra non lavorati. Nella parte posteriore si trova l'apertura della porta di 1,10 m di larghezza con una soglia in due parti.
La costruzione precedente, una torre intermedia a forma di rettangolo leggermente deformato, risale agli inizi del II secolo. Le dimensioni sono di 4,20 × 4,80 m, il rapporto tra la larghezze e profondità è di 1:1,143. Lo spessore del muro frontale e del forte è circa 0,80 m, quello del restante muro della torre è 0,65 m. Le fondamenta poggiano su tre strati di pietre che furono posizionati irregolarmente e senza malta. L'opera muraria sovrastante è costituita da pietre tagliate accuratamente, con linee di giuntura. Nell'angolo sud-occidentale della torre il muro fu demolito durante la tarda antichità e al suo posto fu evidentemente costruita una nuova edificazione.

### Terme

#### Ritrovamenti

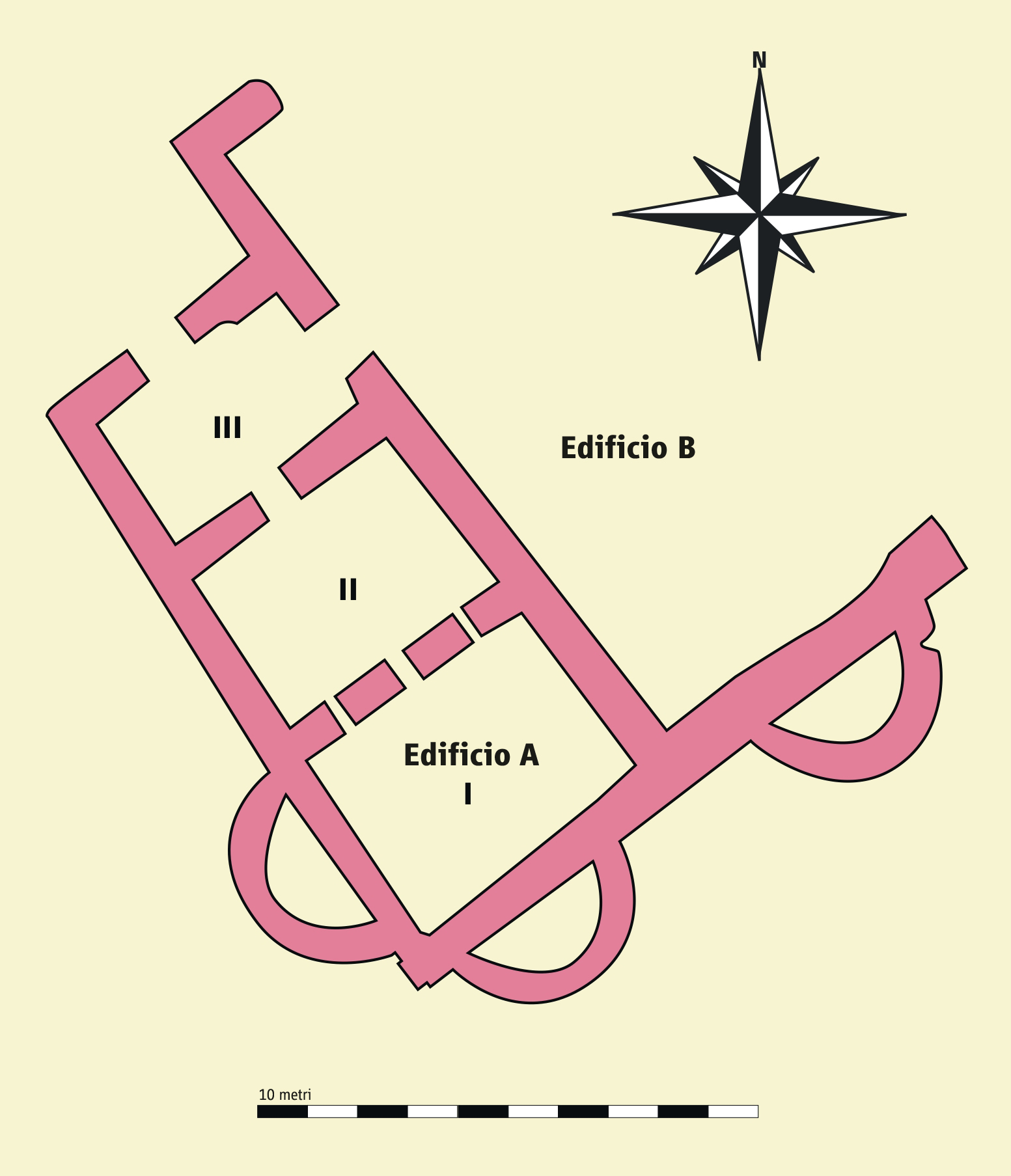
Pianta delle terme romane (IV/V secolo) scavate nel 1953-1954.

L'edificio antico fu scoperto immediatamente sotto il muro sud-orientale del forte durante la campagna di scavi degli anni 1953-54, nel chiostro di Klosterneuburg. L'impianto (balineum) è orientato in direzione nord-ovest/sud-est ed è diviso in tre ambienti riscaldati (Edificio A), che continuano a nord-est con una sala non riscaldata (Edificio B). Rudolf Egger ha ipotizzato che l'edificio inizialmente fosse una chiesa paleocristiana con una cripta. Aveva due absidi con vasche, fu in uso fino alla tarda antichità e, come anche le caserme fu ricostruita più volte. Dopo il ritrovamento dei bolli laterizi la sua ultima ricostruzione è stata datata alla fine del IV secolo.
In direzione sud-est l'edificio A si allarga di circa un metro, mentre la sua facciata sud-occidentale esterna si trova esattamente ad angolo retto con il muro del castrum. Questo aspetto potrebbe suggerire un sistema di assi del forte che non sia completamente a angoli retti. Questa struttura tuttavia dovrebbe essere stato costruita quasi sicuramente come edificio termale. Rimane non chiaro il motivo per cui le linee di entrambi i muri principali divergono tra loro in modo così marcato. Mancano ancora indicazioni per il percorso dell'adduzione e dell'abduzione dell'acqua. Uno spazio nella soglia dello spazio III, ad esempio, non può essere considerato l'apertura di una condotta d'acqua, poiché presenta pareti completamente lisce. Inoltre non vi è alcuna prova della presenza di bacini idrici. Se l'impianto è stato effettivamente utilizzato come terme, non può essere stato per un lungo tempo.

### Edificio A
Nel locale I, che è stato allargato mediante due absidi, si trova il calidarium. Nell'abside laterale si trova il praefurnium, anche perché altrimenti il passaggio tra il recinto del campo e l'edificio delle terme non sarebbe stato sufficiente. L'adiacente locale II è stato identificato come il  tepidarium; è riscaldato assieme al locale III, il cui praefurnium si trova nel lato nord-occidentale. Qui si trova anche l'unico accesso al percorso caldo delle terme. Trovandosi sul passaggio verso il percorso freddo delle terme, deve essere interpretato più come tepidarium, piuttosto che come sudatorium. Tale interpretazione corrisponde anche a quella di altre terme, che sono provviste di tre sale calde ordinate in sequenza. Lo scopo del riscaldamento con i tubi in laterizio nel locale II non è completamente chiarito. Potrebbero essere stati costruiti a causa di problemi funzionali nel sistema originale. Rudolf Egger ne ha ipotizzato l'installazione soltanto per la durata dei lavori di costruzione della sala II. Probabilmente l'edificio A è stato ulteriormente esteso con le absidi quando il castrum è stato lasciato alla popolazione civile.

### Edificio B
L'edificio B è separato dall'edificio A da giunti di costruzione chiaramente identificabili; deve essere stato costruito in un periodo successivo. È da presupporre in primo luogo, prima del percorso caldo delle terme, un'area non riscaldata, in cui erano ospitati sia il frigidarium che l'apodyterium, cioè lo spazio adibito a spogliatoio. La presenza dei giunti di collegamento nel corso della costruzione, può indicare che i locali caldi delle terme siano stati costruiti per primi o fa supporre la presenza di una costruzione, preesistente all'edificio B. Non sono comunque presenti resti archeologici chiari. L'edificio B è tuttavia chiaramente identificabile come parte delle terme del castrum. Nell'abside sul lato sud-orientale è certamente possibile identificare una natatio (piscina). Dato che non sono individuabili suddivisioni del locale, è stato interpretato come uno spazio polifunzionale, che probabilmente racchiude sia le funzioni di frigidarium che di sala ricreativa. L'edificio B è interrotto nella sua parte settentrionale da un cimitero di epoca successiva. Dato che qui non ci sono ulteriori aggiunte, potrebbe anche essere servito come apodyterium.

### Materiale di costruzione
Le mura degli edifici A e B, spesse circa 0,6 m, sono state erette usando pietra di cava mescolata con pezzi di mattone. Nella parte sud-occidentale si trovano anche alcune pietre squadrate più grandi. Inoltre sono stati usati laterizi per la parte più vecchia del pavimento dell'edificio A e per i tubi per il passaggio del riscaldamento. Sono stati usati anche per il muro di separazione, largo 0,45 m, che si trova tra l'abside e la navata dell'edificio B.

### Fasi costruttive
Sono state identificate in tutto due fasi, non molto distanti tra loro da un punto di vista temporale. In base ai bolli laterizi ritrovati, l'edificio più vecchio dovrebbe essere collocato nel periodo di Valentiniano I o in quello dell'imperatore Teodosio I (379-395). Infatti si trovano anche laterizi e tegole del primo periodo dell'impero, ma questi potrebbero, in base ai resti di malta che ancora vi aderiscono, essere materiali di reimpiego. Rudolf Egger ha ipotizzato un incendio come causa della fine della fase I, dato che si è accertata la presenza di uno strato fortemente combusto.
La fase II corrisponde, come materiali e tecniche costruttive, quasi esattamente alla fase I. Dopo il suo restauro, l'edificio A sembra essere stato riutilizzato quasi immodificato. Sono stati solo leggermente rialzati i pavimenti - a eccezione dell'abside est e del locale I - così che le aperture tra i locali I e II risultano riempite. Il piano di calpestio di A era presumibilmente formato, in base allo strato di cenere, da un tavolato di legno di frassino. Del sistema di riscaldamento rimangono ancora liberi gli archi delle aperture che conducono alle absidi. La fase II è probabilmente da datare agli inizi del V secolo, e la sua fine è stata anche in questo caso causata da un incendio.
I successivi interventi minori di aggiunte e restauri riguardano principalmente gli spazi riscaldati. Le tre aperture di passaggio del calore dal Tepidarium (II) al Calidarium (I) sono racchiuse solo con pannelli di laterizio. Sembra che siano state aggiunte a posteriori, perché non sono state erette come archi di mattoni in laterizio, come i passaggi di calore del primo periodo di edificazione. Probabilmente ciò è legato alla costruzione dei primitivi tubi di riscaldamento del locale II, il cui Praefurnium si trova nel locale III. Più tardi, col venir meno di questo riscaldamento, nel V secolo l'edificio non è stato più usato come terme.

### Guarnigione
Finora per Klosterneuburg possono essere identificate, tramite le epigrafi, tre Auxilia. Inoltre, grazie alla grande quantità di bolli sui laterizi usati, si può stabilire la presenza nel castrum di appartenenti alla legio X Gemina. Non si trattava tuttavia di truppe di guardia, ma erano presenti in prima linea come unità di vessillazione e per la fornitura dei materiali di costruzione. Nell'ambito del dibattito per l'identificazione di Klosterneuburg con Asturis, si è a volte cercato di trovare un legame del castrum con la cohors I Asturum (la prima coorte degli Asturi). Tuttavia gli unici bolli laterizi, che citano queste forze, si trovano nel castrum di Zwentendorf, nel Norico. Finora non ci sono indizi della presenza di questa unità a Klosterneuburg.

#### Reparti
| Periodo                        | Reparto | Annotazioni |  |
| I secolo d.C.                  | cohors I Montanorum | Questa unità potrebbe aver stabilito il primo insediamento (80–103 d. C.?) nel castrum fatto con legno e terra, attestato principalmente dal diploma militare di Soione del 13 giugno 80 , al tempo dell'imperatore Tito, ritrovato dietro il coro dell'abbazia e riportato anche nel testo (v. note). Probabilmente era insediata qui già verso il 101 – in collegamento con la legio XIII Gemina – durante la guerra ai Daci di Traiano, oppure già nel 92, nei pressi del castrum di Albertfalva, sul fronte sarmatico. La coorte potrebbe essere stata sostituita successivamente dalla legio XIV Gemina Martia Victrix, che, durante la guerra contro i Daci, era stata spostata nell'area di Vienna, nell'ambito dei necessari riposizionamenti delle truppe. A Klosterneuburg si trovano in particolare molti bolli laterizi di questa legione con diverse varianti. A tutt'oggi non è chiaro se il compito di queste truppe fosse solo quello di costruire il castrum o se avessero anche funzioni di guarnigione. |  |
| Inizio II secolo d.C.          | cohors II Batavorum | La presenza di questa coorte nell'esercito della provincia pannonica (exercitus pannonicus) nel 98 d.C. è documentata da un diploma militare datato 20 febbraio 98. In base ad alcuni frammenti di bolli laterizi trovati a Klosterneuburg con impresso „II“ e „BA“, Hannsjörg Ubl ritiene di poter sostenere che questa unità abbia sostituito la prima Montanorum. Un ulteriore diploma militare proveniente da Mautern an der Donau per gli anni 127/128–138 indica il loro attestamento nell'esercito provinciale norico. Ubl ritiene, sulla base dei già citati bolli laterizi, che la coorte dei Batavi dovesse essere stanziata a Klosterneuburg già prima del 128 ed essere rimasta qui fino al tempo dell'imperatore Adriano. |  |
| Dalla metà del II al IV secolo | cohors I Aelia Caesariensis milliaria (severiana) sagittariorum equitata                                                             | Questo gruppo di cavalleria forte di 1000 uomini entrò nel castrum di Klosterneuburg verso la metà del II secolo e vi rimase probabilmente fino alla fine dell'organizzazione militare romana nell'alto Danubio. La presenza di questa unità è attestata prima di tutto dalle epigrafi. Per questo aspetto si è rivelato importante l'esame di una sezione del fossato del castrum. Qui sono state recuperate due lapidi scritte, usate come materiale di reimpiego, dei tribuni del II secolo: - C. Jul. Longinus , - Ael. Herculinus e due epigrafi del III, che citano - C. Aur. Cresces (in questo caso l'unità è chiamata semplicemente cohors I Aelia Severiana) e - ….Flavinus come tribuni militari a Klosterneuburg. Inoltre, in relazione a ciò, andrebbe citato anche un Tesserarius cohortis (sottufficiale) del II secolo. Oltre alle lapidi è stata trovata una grande quantità di bolli laterizi riferiti all'unità, affiorati anche in altri luoghi del limes danubiano. Dato che l'unità è anche indicata da alcuni di loro col titolo di SEVERIANA, è certo che stazionasse a Klosterneuburg anche sotto l'imperatore Alessandro Severo (208–235). Non è possibile seguire il successivo destino di questa unità dopo il III secolo. Secondo H. Ubl, durante la riforma militare tardo imperiale fu probabilmente convertita in una formazione di cavalleria con una nuova denominazione. |  |
| Dal IV al V secolo             | - equites promoti (cavalleria scelta), - limitanei (o ripenses) (milizie di confine/territoriali), - markomanni (soldati marcomanni) | A causa della scarsità di fonti, per la guarnigione del castrum nel tardo IV secolo e all'inizio del V sono possibili solo poche e vaghe affermazioni. Pertanto è in realtà possibile che una sola coorte delle truppe di confine riorganizzate sotto Diocleziano e Costantino, costituita da un'unità di cavalleria assieme ad alcuni foederati della gens Marcomannorum (membri della tribù germanica dei Marcomanni), abbia effettuato il servizio di guardia a Klosterneuburg fino alla fine della dominazione romana. |  |

## Vicus
Il vicus, cioè il villaggio, di Klosterneuburg è attualmente completamente ricoperto dalla città sovrastante, pertanto finora non possiamo determinare l'estensione né identificare gli edifici maggiori. Sotto questo aspetto i bolli laterizi rinvenuti ci fanno supporre uno sviluppo costruttivo simile a quello del castrum. Analogamente a tutt'oggi non è possibile conoscere la struttura urbanistica né la rete viaria. Circondava il castrum con una forma semicircolare da est a ovest e si estendeva a est fino quasi al fossato difensivo. Come area doveva avere almeno l'estensione della sovrastante città medievale. Era anche possibile che si estendesse a sud verso il Buchberg. Tutto considerato, la popolazione del vicus di Klosterneuburg ha goduto nel momento del suo massimo splendore di un modesto benessere, come suggeriscono i resti delle case (pitture murali) e le ceramiche importate.
Il numero e la densità delle tombe costruite tra la fine del IV secolo e l'inizio del V lasciano desumere una società ancora omogenea e senz'altro vitale in questo periodo di tempo. Da tali dati non si può tuttavia determinare se si vivesse ancora nel vicus non fortificato oppure già all'interno delle mura del campo. In base ai ritrovamenti si può solo riconoscere che la popolazione tardo antica di Klosterneuburg non era più costituita esclusivamente da romani, ma era costituita anche in gran parte da immigrati dalle tribù germaniche. Questi immigrati invece non erano presenti nel villaggio più antico. Probabilmente vivevano già tutti nello stesso castrum decadente e le loro tombe non sono ancora state ritrovate. Probabilmente seppellivano i loro morti direttamente nell'area del campo, dove, secondo le ricerche più vecchie, si ritrovano frequentemente questo tipo di sepolture.

## Popolazione
Alcune informazioni sulla composizione della popolazione del vicus di Klosterneuburg ci vengono date da alcune steli funerarie venute alla luce dal 1982 al 1983 in una cisterna a Kuchlhof. Il loro stile uniforme e il materiale (arenaria proveniente dalla Selva viennese o da Greifenstein) indicano la presenza di un artigiano lapicida che aveva qui il suo laboratorio. Le epigrafi e i ritratti dei morti mostrano che qui tra militari (sia in attività che già congedati) e civili c'erano differenze. Entrambi i gruppi erano ben distinti uno dall'altro per quanto riguarda il nome, dato che la popolazione del villaggio che discendeva da tribù locali non aveva il tipico nome romano con prenomen e cognomen.
Due di queste lapidi con epigrafe permettono di farsi un'idea su due famiglie del vicus di Klosterneuburg. Ad esempio sulla stele di Ulpius Avitus è raffigurato il morto con la sua famiglia. Accanto al capofamiglia, un veterano della cohors I Aelia Sagittarorium, rappresentato col suo mantello militare (sagum), c'è sua moglie nel suo abbigliamento locale. In mezzo i loro tre figli, un ragazzo e due ragazze, e a sinistra una giovane, probabilmente l'unica sopravvissuta, che più tardi ha preparato la lapide. Ci sono anche i loro nomi. I genitori, prima il padre Ulpius Avitus, di 75 anni, la madre Victorina di 40, il fratello Emeritus di 8 anni, le sorelle Avita di 10 anni e Superia di 8. Furono tutti sepolti per conto della sorella maggiore Victoria, la cui età non è menzionata.
La seconda epigrafe, appartenente alla famiglia di un altro veterano, dovrebbe essere stata eretta 50-70 anni più tardi. In questo caso non sono citati bambini. Dovrebbe essere datata agli inizi del III secolo. Le persone ivi citate (la madre Crescentina di 50 anni e i suoi due figli Karinus e Crescens) portano tutti lo stesso nomen, Septimius e Septimia. La lapide commemorativa fu eretta probabilmente solo molto tempo dopo la loro morte, forse perché il committente Septimius Karus, fratello dei due defunti, dovette dapprima procurarsi la somma di denaro necessaria. In seguito la tomba fu destinata anche a sua moglie Victorina, al padre Genialis e alle due sorelle Quaetilla e Presentina.

## Necropoli
Le necropoli giacevano ai piedi del Buchberg, subito accanto alla strada extra-urbana, e quindi nel rispetto del diritto romano, che ordinava che le tombe dovevano essere poste fuori dal centro abitato. Dalla disposizione delle tombe non pare che ci fosse alcuna differenziazione tra le tombe dei militari e quelle dei civili. Le prime cremazioni si svolsero alle pendici del Buchberg fino alla strada del limes che si inoltra nella valle di Kierling (oggi grosso modo sulla linea Buchbergasse–Babenbergergasse). Qui correva nell'antichità la strada di collegamento con la porta del campo. Il centro del cimitero alto-imperiale dovrebbe essere stato tra Raphael-Donner-Gasse e il Gymnasium. Da qui devono aver origine le lapidi di Kuchlhof (vedi sopra). L'estensione del cimitero verso ovest non è definita. Si può tuttavia notare una stratigrafia orizzontale da ovest verso est. Durante gli scavi sistematici del 1983/84 l'attenzione fu su queste cremazioni imperiali, che tuttavia a volte sono sovrapposte da tombe tardo-antiche. Sono documentate anche diverse sepolture di cavalli. Dal tardo III secolo i morti furono sepolti, senza cremazione, in semplici fosse funerarie, in ciste funerarie di mattoni o di pietra con il loro corredo funerario. Nel sud-est del castrum, scendendo dal Buchberg, c'è un cimitero tardo-antico, i cui limiti sud-orientali sono da ricercare nell'area del vicariato evangelico. Nel periodo tardo antico probabilmente le tombe furono anche costruite all'interno stesso del campo.

## Percorso dellimestra Cannabiaca e ilcastrumdi Klosterneuburg
| ON/nome                                                  | descrizione/situazione | immagine |
| -------------------------------------------------------- | --- | -------- |
| Torre di avvistamento/stazione stradale di Maria Gugging | Maria Gugging è un comune catastale del comune di Klosterneuburg e si trova nella valle di Kierling alla Bundesstraße 14. Nell'antichità correva qui anche la strada del limes attraverso la selva viennese accorciando così il percorso verso Cannabiaca. Nel 1909 qui furono trovati due altari votivi dedicati al dio Silvano, di cui uno donato da un componente della Legio X Gemina. Si ritiene che provengano dal sacellum di una torre di guardia stradale al confine tra Pannonia e Noricum. Tuttavia manca qualsiasi traccia di edificio. |          |
| Torre di avvistamento di Greifenstein                    | Greifenstein è un comune catastale di Sankt Andrä-Wördern e si trova al margine sud-orientale della piana di Tulln, a circa 9 km da Klosterneuburg ai piedi della selva viennese, nella Bassa Austria. Nell'antichità il percorso del limes correva qui provenendo dalla valle del Kierling. Nel 1938 fu trovata a Eichberg da Anton Ehrenstrasser una moneta di bronzo coniata a Roma al tempo di Adriano. Nel 1969, durante i lavori di scavo fatti sul pianoro sottostante il borgo medievale dell'XI secolo, furono trovati reperti romani; però non ci furono ritrovamenti di strutture murarie. Non sono note fonti antiche su questo sito. Grazie alla sua posizione favorevole, qui è molto probabile la presenza di una torre di guardia romana. |          |

## Protezione del patrimonio e destinazione dei reperti

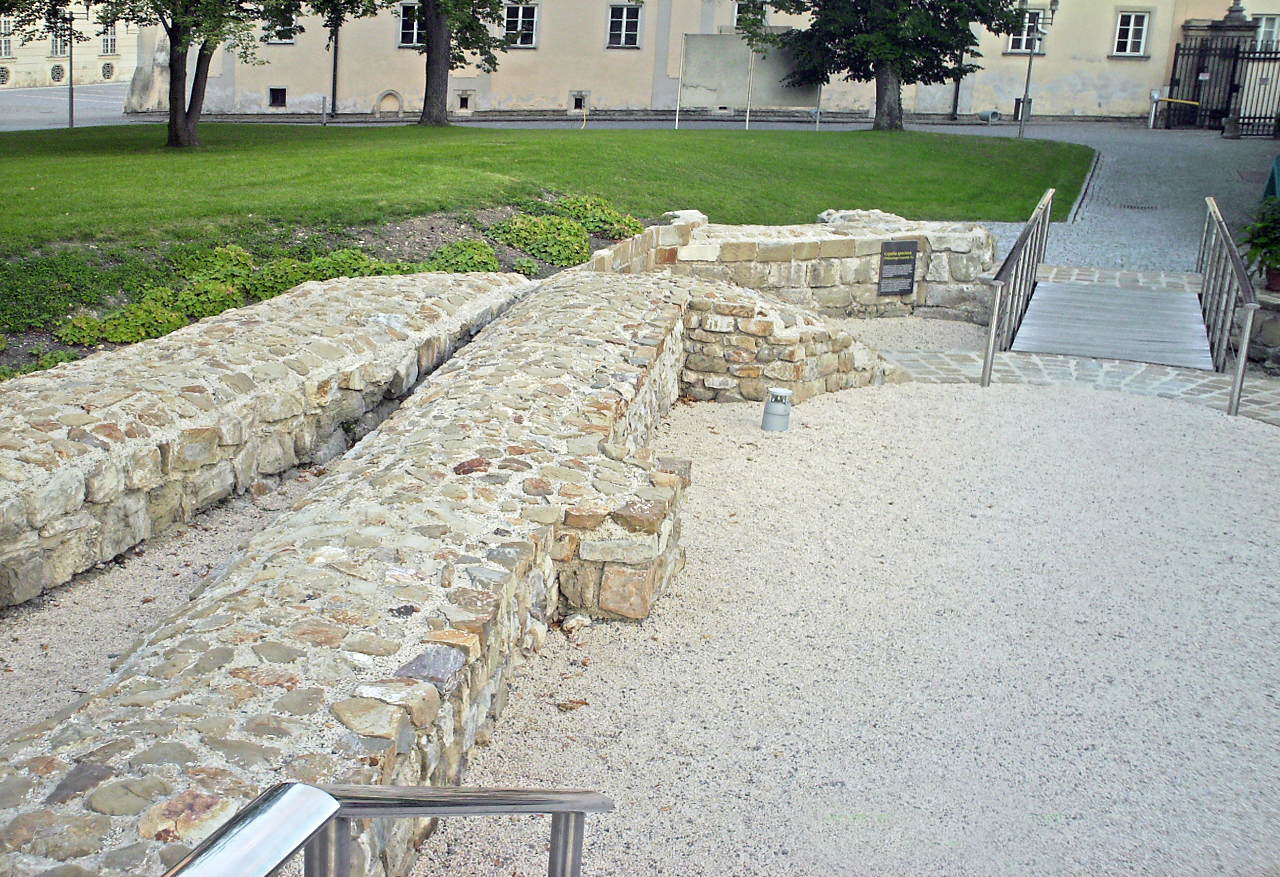
Resti delle fondamenta della Capella Speciosa

Sul piano del monastero non ci sono resti visibili del castrum. Nel 1954 le terme del campo erano conservate, ma in seguito sono state nuovamente sotterrate e solo una piccola sezione dello scavo a nord del chiostro risulta conservata nel 1997. Si osservano tratti di muro dal I al XIV secolo. Sul piazzale dell'abbazia ci sono le fondamenta della Capella Speciosa dei Babenberg portate alla luce da pochi anni e che sono state risistemate in una piccola area espositiva. A Kuchlhof una cisterna romano-imperiale non è stata seppellita, ma scoperta. Una lapide romana con un'epigrafe si trova nella parrocchia evangelica e l'altra in un'abitazione ad Agnesstraße. Preavvisando, resti ed epigrafi romani si possono vedere al lapidarium del convento; altri ritrovamenti – e in primo luogo quelli provenienti dal vicus – sono esposti al museo civico e anche questi sono visibili solo previo appuntamento.
Le costruzioni costituiscono dei monumenti archeologici ai sensi della legge austriaca di protezione dei monumenti. La ricerca e la raccolta di resti senza l'autorizzazione dell'Agenzia federale austriaca per i monumenti costituiscono un'azione di rilevanza penale. Il ritrovamento accidentale di oggetti archeologici (ceramiche, metalli, ossa ecc.) e tutte le azioni effettuate nell'area devono essere riferite all'Agenzia.

### Documenti
1. ↑  

(latino)
«Imp(erator) Titus Caesar divi Vespasiani f(ilius) Vespasianus/ Augustus pontifex maximus tribunic(ia) potestat(e)/ VIIII imp(erator) XV p(ater) p(atriae) censor co(n)s(ul) VIII/ iis qui militaverunt equi[te]s et pedites in alis/ quattuor et cohortibus d[ecem] et tribus I Arva/corum I civium Romanor[um II] Arvacorum Fron/[to]niana I Alpinorum I Montanorum I Nori/[cor]um I Lepidiana I Augusta Ituraeorum II Lu/[censi]um I Alpinorum I Britannica II Astu/[rum et] Callaecorum II Hispanorum III Thra/[cum V] Breucorum VIII Raetorum quae sunt/ in Pannonia sub T(ito) Atilio Rufo quinis et vic[e]/nis pluribusve stipendiis emeritis dimissis/ honesta missione item iis qui militant in a/lis duabus I civium Romanorum et II Arva/corum et coh(o)rte VIII Raetorum et sunt sub eo/dem emeritis quinis et vicenis stipend[iis]// quorum nomina subscripta sunt ipsis [li]/beris posterisque eorum civitatem dedit et/ conubium cum {cum} uxoribus quas [tun]c ha/buissent cum est civitas iis data aut s[i q]ui cae/libes essent cum iis quas postea duxissent dum/taxat singuli singulas Idibus Iuni(i)s/ L(ucio) Lamia Plautio Aeliano/ [C(aio) Mario] Marcello Octavio Publio Cluvio Rufo / co(n)s(ulibus)/ [coho]rt(is) I Mon[t]anorum cui prae(e)st / [Sex(tus) Ne]rianus Sex(ti) f(ilius) Clu(stumina) Clemens/ ex peditibus/ [Soio]ni Muscelli f(ilio) Besso/ [des]criptum et recognit[um] ex tabula ae/nea quae fixa est Romae in Capitolio// Imp(erator) Titus Caesa[r divi Vespasia]ni f(ilius) Vespasia/nus Augustus [pontifex max]imus tribunic(ia) / potestat(e) VIIII im[p(erator) XV p(ater) p(atriae) cens]or co(n)s(ul) VIII / iis qui militaver[unt equite]s et pedites in / alis quattuor et co[horti]bus decem et tri/bus I Arvacorum I civium Romanorum II Ar/vacorum Frontoniana I Alpinorum I Monta/norum I Noricorum I Lepidiana I Augusta / Ituraeorum I(I) Lucensium I Alpinorum I / Britannica II Asturum et Callaecorum II / Hispanorum III Thracum V Breucorum VIII / Raetorum quae sun{n}t in Pannonia sub T(ito) / Atilio Rufo quinis et vicenis pluribusve sti/pendiis emeritis dimissis honesta missio/ne item iis qui militant in alis duabus / I civium Ro[ma]norum et II Arvacorum et / coh(o)rte VIII Raetorum et sunt sub eodem / emeritis quinis et vicenis stipendiis quo/rum nom[ina] subscripta sunt ipsis li/beris p[oste]risque eorum civitatem / dedit et [conubi]um cum uxoribus quas tunc / habuis[sent] cum est civitas iis data / aut si qu[i ca]elibes essent cum is quas / postea duxissent dumtaxat singuli / singulas Idibus Iuni(i)s / L(ucio) Lamia Plautio Aeliano / C(aio) Mario Marcello Octavio Publio Cluvio Rufo / co(n)s(ulibus) / cohort(is) I Montanorum cui prae(e)st / Sex(tus) Nerianus Sex(ti) f(ilius) Clu(stumina) Clemens / ex peditibus / Soioni Muscelli f(ilio) Besso / descriptum et recognitum ex tabula aenea / quae fixa est Romae in Capitolio post ae/dem Fidei p(opuli) R(omani) in muro // L(uci) Pulli Sperati / [3]atini Rufi / [3] Eutrapeli / [3]di Sementivi / P(ubli) Manli Lauri / M(arci) Stlacci Phileti / L(uci) Pulli Ianuar(i)»

(italiano)
«Imperatore Tito Cesare Vespasiano Augusto, figlio del divino Vespasiano, pontefice massimo, [ottenuto per] nove volte il potere tribunizio, acclamato imperatore quindici volte, padre della patria, censore, console per otto volte, a quelli che combatterono come cavalieri e fanti nelle quattro ali di cavalleria e nelle tredici coorti (la I Arvacorum, la I civium Romanorum, la II Arvacorum Frontoniana, la I Alpinorum, la I Montanorum, la I Noricorum, la I Lepidiana, la I Augusta Ituraeorum, la II Lucensium, la I Alpinorum, la I Britannica, la II Asturum et Callaecorum, la II Hispanorum, la III Thracum, la V Breucorum e la VIII Raetorum), che si trovano nella [provincia di] Pannonia sotto [il comando] di Tito Atilio Rufo, sono congedati con la dovuta licenza (honesta missio), dopo venticinque anni o più di meritati stipendi; allo stesso modo anche a coloro che combattono nelle due ali di cavalleria, la I civium Romanorum e la II Arvacorum oltre alla coorte VIII Raetorum, che sono nelle stesse condizioni di servizio di venticinque sipendi, i nomi dei quali sono registrati; e diede agli stessi figli e discendenti la cittadinanza ed il diritto di contrarre matrimonio con le mogli che avessero, nel momento in cui (cum) a loro viene concessa la cittadinanza oppure nel caso fossero celibi con quelle che avessero preso moglie più tardi almeno una sola per ciascuno (singuli singulas); alle idi di Giugno, sotto il consolato di Lucio Lamia Plautio Eliano e Caio Mario Marcello Octavio Publio Cluvio Rufo, tra i fanti della coorte I Montanorum, a cui è a capo Sesto Neriano Clemente, figlio di Sesto della [gens] Clustumina, [questo diploma] di Soione Muscello [è consegnato] al figlio Besso (?), trascritto e ricordato sulla tavola enea che è posta sul Campidoglio di Roma, sul muro dietro il tempio della Fede del popolo romano.»
(Diploma militare dell'anno 80, oggi presso il Museo di Carnuntum, proveniente da Klosterneuburg, CIL XVI, 26.)
2. ↑  'OF'ficinia 'A'uxiliares 'R'ipenses 'N'orica, "Officine degli ausiliari di frontiera del Norico".